# Palau d'Abrantes
El Palau d'Abrantes o Palau del Duc d'Abrantes és una casa palau que es troba en Granada, Andalusia (Espanya).

## Descripció
El Palau d'Abrantes és una casa palau del segle xvi, composta de planta baixa, alta i torre, remodelada en el segle xix.
L'edifici actualment anomenat Palau d'Abrantes se situa en una illa irregular de grans dimensions en el centre urbà de Granada. L'espai que ocupa dins d'aquesta illa és una parcel·la irregular de reduïdes dimensions amb una sola façana principal cap a la placeta de Tovar, formant els costats restants de la parcel·la mitgeres amb altres edificis de l'illa i façana interior a un celobert en la mitgera contrària a la façana exterior.
A l'origen l'edifici degué tenir una tipologia basada en l'esquema vestíbul-pati peristilat-escala lateral-galeria en planta primera, però d'aquesta organització no queda res, probablement per reformes del segle xix, si exceptuem alguns murs portants, l'escala, la coberta i la façana, amb la seva portada i disposició de buits.
El palau consta de dues plantes: baixa i primera, i s'accedeix al seu interior a través d'un vestíbul amb dues sales laterals, a elles s'ingressa per obertures rectangulars amb portes bessones de fusta d'una sola fulla decorades amb bordons que formen motius de llaceries, ambdues estances són de planta rectangular i les cobreix un teginat de doble ordre sense decoració sobre capçals senzills de fusta que comprèn les dues sales i el vestíbul.
En el front del vestíbul hi ha un arc de guixeria, sobreelevat per uns graons, que en reprodueix un de nassarita sobre columnes apariades de marbre blanc, originals nassarites reutilitzades, que dona accés a un distribuïdor amb una sala en el lateral esquerre de planta rectangular coberta amb un teginat de doble ordre de bigues amb decoració d'estels als carrers i que es continua en el distribuïdor.
L'escala és de tres trams i està coberta amb una armadura vuitavada de tremujal doble sobre trompes planes amb el pany central decorat amb llaços, igual que la part inferior dels aiguavessos i les trompes.
Les cobertes de l'edifici són aiguavessos inclinats de teules ceràmiques corbes cap a la façana principal i plans cap al pati interior, formant un conjunt volumètric molt compacte. Només en sobresurt la torrassa, i en perfecta relació amb la planta de l'edifici.
La façana exterior s'estructura en dues plantes. El pis inferior està compost per finestrals rectangulars verticals tancats amb reixes i amb un fris d'arquets lobulats en la part superior. Desplaçada cap al costat esquerre es troba la portada principal, de pedra, amb obertura rectangular emmarcada per dos arcs de mig punt als quals se'n superposa un de conopial format per prims bordons i flanquejats per pinacles, mentre que a banda i banda se situen els escuts de la família Boabadilla a l'esquerra i Peñalosa a la dreta; el conjunt de la portada es completa amb una pilastra gòtica amb arquets i capitell de fulles en cada extrem.
En la planta primera se situen balcons, sent més ample el que cau sobre la porta central, decorats en brancals i llindes amb motllures. El conjunt es remata per un ràfec amb una cornisa de maó pintada de vermell almànguena formant mènsules planes. En l'extrem esquerre aquesta façana presenta un xamfrà en la seva unió a l'edifici confrontant, i en l'extrem dret s'aixeca un petit cos perpendicular.

## Història
El Palau d'Abrantes és una construcció de principis del segle xvi a la qual correspon la portada de la façana principal i els teginats de l'escala i del saló principal, avui ocult per un entabacat. Aquests són els últims testimoniatges de la traça original de l'edifici que va sofrir en el segle xix una remodelació que el va destrossar. Segons Gómez-Moreno l'edifici posseïa un pati central amb galeries sobre columnes gòtiques de gres de Villamayor, sostrades amb talladures d'estil gòtic i mudèjar i columnes procedents d'edificis àrabs en els passadissos, de les quals només es conserven quatre en el vestíbul.
El promotor del palau degué ser Don Antonio de Bobadilla y Peñalosa, fill d'un dels conqueridors de Granada, Francisco Peñalosa, de qui heretarà els senyorius de Pinos i Beas i el ducat d'Abrantes.
El monument en els seus orígens degué ser un palau gòtic i mudèjar. D'aquests estils només es conserva la portada gòtica i les sostrades de diverses estances; teginats del pis inferior i de la sala del superior i les armadures de l'escala i del saló principal, posteriorment encoberta pel sostre d'escaiola que avui es contempla. Les transformacions que va tenir al segle xix l'han convertit en l'actualitat en un edifici d'estil historicista, d'acord amb els gustos estètics d'aquest període, en el qual es barregen elements neoàrabs —alhambrisme— en la decoració dels arcs del vestíbul i neorenaixentistes en la decoració dels salons del pis superior.